# Riley Mason
Pour les articles homonymes, voir Mason.
Riley Mason, née le 15 juillet 1985 à Orlando (Floride) est une actrice américaine de films pornographiques.

## Carrière
Riley Mason commence sa carrière de hardeuse en 2004 avec le film Hard Candy 1, une production des studios Digital Playground. Elle tourne essentiellement dans des films X impliquant Swallows & Facials et joue aussi dans le style Alt porn.

## Filmographie succincte
Riley Mason est actrice dans 82 films, dont :
- Hard Candy 1 (2004)
- 100% Natural Wonders 4 (2005)
- All Teens (2005)
- Bustful of Dollars (2005)
- Down the Hatch 17 (2005)
- Lewd Conduct 25 (2005)
- POV Fantasy 4 (2005)
- Super Naturals 3 (2005)
- Teen Cum Dumpsters (2005)
- Neu Wave Hookers (2006)
- Take It Back (2006) (son premier film interracial)
- Obama Is Nailin' Palin (2008)

Une filmographie complète et détaillée peut être consultée ici.

## Distinctions
Nominations
- 2007 : AVN Award « Best New Starlet »
- 2007 : AVN Award « Best Tease Performance »